# Cephalaria balkharica
Cephalaria balkharica là một loài thực vật có hoa trong họ Kim ngân. Loài này được E.A.Busch mô tả khoa học đầu tiên năm 1936.